# Мелизаллее, 3

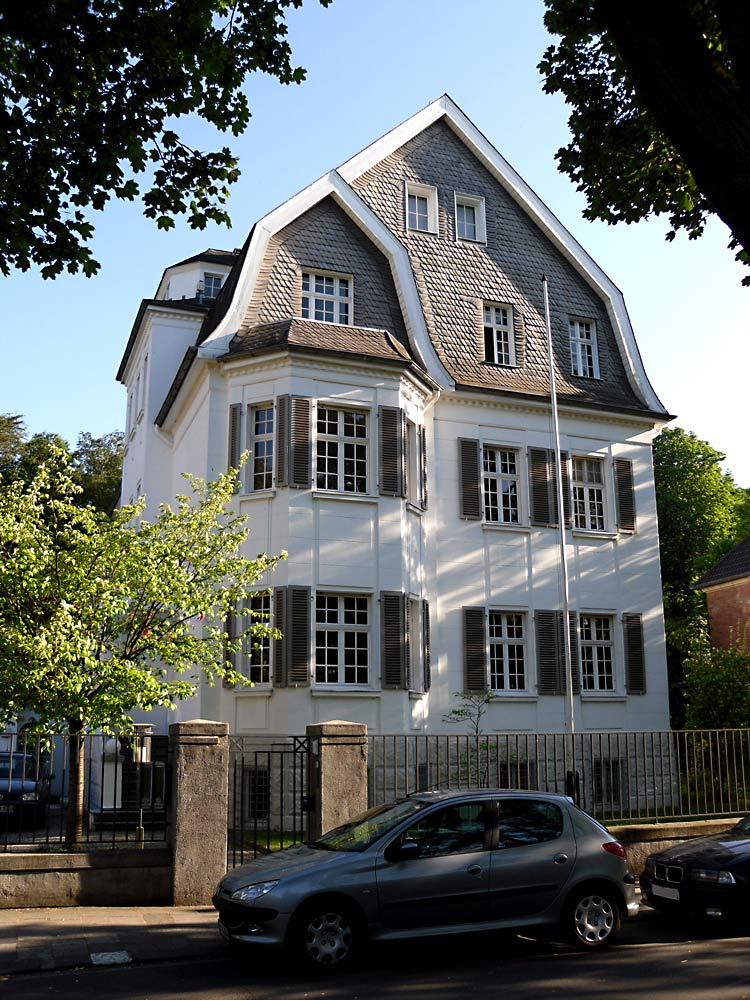
Мелизаллее 3, Дюссельдорф-Бенрат, памятник архитектуры

Жилое здание, расположенное по улице Мелизаллее, 3 (нем. Meliesallee 3) в административном районе Бенрат (Дюссельдорф, Северный Рейн-Вестфалия, Германия), является памятником архитектуры и охраняется законом. Расположено рядом с комплексом дворца Бенрат.

## Общая характеристика
Здание охраняется государством с 1982 года. Построено в 1912—1913 годах по проекту архитектора Петера Кризингера (Peter Krisinger). Архитектурный стиль — немецкий монументализм начала XX века реформаторского направления, выступающий против эклектизма конца XIX века.
Являясь многоэтажным, здание характеризуется простыми формами. Над высоким цоколем поднимается два стандартных этажа, а выше — два чердачных этажа. Фасад со стороны улицы разделён на три оси. Левая ось представляет из себя самостоятельный трёхгранный эркер, как бы приставленный к фасаду здания. Двойной фронтон лучкового немецкого типа с окнами чердачных помещений закрыт плитками серого сланца. Вход в здание по ступеням с левой торцевой стороны.

## Ещё по теме
- Памятники архитектуры Бенрата